# انزو
لورنزو "انزو" سینت جان (به انگلیسی: Lorenzo "Enzo" St. John) یک شخصیت داستانی در خاطرات خون‌آشام است. وی بهترین و تنها دوست دیمن سالواتوره است و به مدت ۵ سال در زندان مجمع آگوستین، با او هم سلولی بوده است ولی پس از اینکه دیمن از آنجا فرار کرد، انزو را تنها گذاشت تا در شعله‌های آتش بسوزد. انزو پس از آزادی از زندان به دنبال عشق قدیمی و ناجی اش، مگی جیمز می‌رود و زمانی که درمی یابد که مگی توسط دوست عزیزش، دیمن کشته شده، انسانیت خود را خاموش کرده و با مجبور کردن استفن به کشتنش، خودکشی می‌کند. در فصل ششم انزو به کرولاین کمک می‌کند تا راهی برای بازگرداندن دیمن و بانی پیدا کنند و بعد از آنکه می‌فهمد استفن قصد کمک کردن ندارد، دست به کشتن دوست دختر استفن، ایوی، می‌زند.

## حقایق
- وی متولد سال ۱۸۷۶ می‌باشد و در یک یتیم خانه بزرگ شده‌است.
- او در ۱ نوامبر ۱۹۰۳ هنگامی که از بیماری سل رنج می‌برد، توسط لیلی سالواتوره (مادر دیمن و استفن) به خون‌آشام تبدیل شد.
- او اولین خون‌آشامی است از دهه ۱۹۵۰ که تحت نظر مجمع آگوستین، مجتمعی که خون‌آشام‌ها را جمع‌آوری و زندانی و از آنها سوء استفاده می‌کرد، بوده و در این مدت با هم سلولی اش دیمن سالواتوره دوست شده است.
- وی پس از بازگشت لیلی سالواتوره به دنیا، کم‌کم عاشق او می‌شود اما هنگامی که می‌فهمد لیلی به او علاقه‌ای ندارد، شهر را ترک می‌کند.
- او همواره به دنبال خانواده و اصل و نسب خود است تا اینکه با دختر عموی خود، الکساندریاً آشنا می‌شود.
- انزو در سال ۲۰۱۶ وارد رابطهٔ عاشقانه‌ای با بانی بنت می‌شود.
- انزو در فصل ۸ (قسمت یازده) توسط استفان سالواتوره کشته می‌شود. و کید به دنبال روح اوست تا او را به جهنم ببرد ولی در اثر ناراحتی زیاد بانی در هنگام مرگ انزو دنیایی ایجاد می‌شود و روح انزو در آنجا می ماند و کید میخواهد او را پیدا کند.